# Stefan Brupbacher
Pour les articles homonymes, voir Brupbacher.
 (décembre 2021).
Si vous disposez d'ouvrages ou d'articles de référence ou si vous connaissez des sites web de qualité traitant du thème abordé ici, merci de compléter l'article en donnant les références utiles à sa vérifiabilité et en les liant à la section « Notes et références ».
 (décembre 2021).
Stefan Brupbacher (né le 18 novembre 1967 à Zurich) est directeur d’une association suisse et homme politique (Parti libéral-radical). Il dirige Swissmem depuis 2019, l’association de l’industrie technologique suisse.

## Carrière

### Études
Stefan Brupbacher étudie le droit à l’Université de Zurich (lic. iur. 1992) où il obtient également son doctorat. En 2002, il passe sa thèse avec mention très bien. En 2003, le prix Professeur Walther Hug lui est décerné pour sa thèse pour la promotion de la recherche en droit. Il obtient son master en relations internationales avec spécialisation en économie internationale (M.A., 1996) à l’Université Johns Hopkins (SAIS) à Bologne et à Washington.  De plus, il dispose d’un Executive Master en droit économique international et européen (M.B.L., 2002) de l’Université de St-Gall.

### Carrière professionnelle
Avant sa thèse, Stefan Brupbacher a acquis de l’expérience professionnelle entre autres en tant qu’assistant économique de son directeur de thèse Manfred Rehbinder à Zurich (1991-1994).  De 1996 à 2002, il a été suppléant du chef du secteur « Affaires internationales du travail » du Secrétariat d’État à l’économie (SECO) à Berne et en même temps représentant de la Suisse dans l’Organisation Internationale du Travail (OIT) de l’ONU à Genève.
Stefan Brupbacher a travaillé de 2002 à 2004 aux services parlementaires de l’assemblée fédérale suisse à Berne en tant que chef du secrétariat des commissions de l’économie et des redevances du conseil national et du conseil des États (CER). De 2004 à 2005, il a été conseiller pour la présidence de Daniel Vasella à l’association pharmaceutique internationale IFPMA. De 2005 à 2008, Stefan Brupbacher a travaillé en tant que Issue Manager pour la politique en matière de santé, de formation et de recherche chez economiesuisse à Zurich.
S. Brupbacher a été président de la commission de la santé du Parti libéral-radical du canton de Zurich et a participé au développement de nouvelles stratégies pour le Parti libéral-radical suisse.

### Secrétaire général du Parti libéral-radical Suisse et du Département fédéral de l’économie, de la formation et de la recherche
En 2007, Stefan Brupbacher a été secrétaire général du Parti radical-démocratique suisse. Depuis la fondation du « Parti libéral-radical Suisse » en 2009, il a été le premier secrétaire général du nouveau parti pendant 5 ans. À la mi-2014, le Conseiller fédéral Johann Schneider-Ammann le nomme secrétaire général du Département fédéral de l’économie, de la formation et de la recherche (DEFR).

### Directeur de Swissmem
Stefan Brupbacher est élu Directeur de Swissmem le 1er janvier 2019. Il dirige ainsi l’association qui compte 1 250 entreprises membres de l’industrie technologique. La branche emploie quelque 320 000 collaborateurs en Suisse et plus de 500 000 personnes à l’étranger. Swissmem s’engage en faveur de conditions-cadres adéquates pour l’industrie suisse, de marchés ouverts grâce à des accords de libre-échange, de relations durables avec l’Europe, d’un marché du travail libéralisé ainsi qu’en faveur d’une politique en matière de formation et d’innovation adaptée aux défis de la numérisation. 
Après son élection en tant que directeur de Swissmem, Stefan Brupbacher a été accusé d’avoir transmis par e-mail à Swissmem des informations de la commission de politique étrangère du parlement. En décembre 2020, le procureur fédéral a clos la procédure pour cause d’éventuelle violation du secret professionnel. Stefan Brupbacher a ainsi été acquitté de l’accusation d’avoir violé le secret de fonction. 
Stefan Brupbacher est marié et vit à Zurich.